# Lore (série de televisão)
Lore (br: Crenças - Histórias de Horror é uma série de televisão antológica de terror estadunidense desenvolvida Aaron Mahnke baseada no podcast de mesmo nome. A série é produzida e distribuída pelo Amazon Prime Video e segue o formato de antologia do podcast com cada episódio apresentando uma nova história. O programa combina imagens documentais e dramatização para contar histórias de terror e suas origens. A primeira temporada estreou em 13 de outubro de 2017.
Em 26 de fevereiro de 2018, a série para uma segunda temporada. A segunda temporada estreou em 19 de outubro de 2018. Em 27 de julho de 2019 a série foi cancelada.

## Elenco
- Aaron Mahnke como Narrador
- Robert Patrick como Reverendo Eliakim Phelps (pai de Austin Phelps)
- Holland Roden como Bridget Cleary
- Colm Feore como Dr. Walter Jackson Freeman II
- Kristin Bauer van Straten como Minnie Otto
- Cathal Pendred como Michael Cleary
- Campbell Scott como George Brown
- Adam Goldberg como Peter Stumpp
- John Byner como Patrick Boland
- Sandra Ellis Lafferty como tia Bridget
- Nadine Lewington como Johanna Kennedy Burke
- Kristen Cloke como Dr. Marjorie Freeman
- Doug Bradley como Dr. Robert Knox

## Episódios
| Temporada | Temporada | Episódios | Episódios | Originalmente exibido |
| --------- | --------- | --------- | --------- | --------------------- |
|           | 1         | 6         | 6         | 13 de outubro de 2017 |
|           | 2         | 6         | 6         | 19 de outubro de 2018 |

## Lançamento
A série estreou no Amazon Prime Video em 13 de outubro de 2017.

## Recepção
No Rotten Tomatoes, a 1ª temporada detém um índice de 69% de aprovação, com base em 26 críticas, com uma nota média de 6,5 de 10. O consenso dos críticos do site diz: "Sutil e assustadora, as lições de história carregadas de terror de Lore ganham vida nova na telinha, embora se apeguem demais ao formato original do podcast para realmente se distinguirem".